# Pseudolimnophila (Calolimnophila) subimperita
Pseudolimnophila (Calolimnophila) subimperita is een tweevleugelige uit de familie steltmuggen (Limoniidae). De soort komt voor in het Afrotropisch gebied.